# Пушкариха
Пушкариха — деревня в Великоустюгском районе Вологодской области.
Входит в состав Марденгского сельского поселения, с точки зрения административно-территориального деления — в Марденгский сельсовет.
Расстояние по автодороге до районного центра Великого Устюга — 9 км, до центра муниципального образования Благовещенья — 6 км. Ближайшие населённые пункты — Еськино, Деревесниково, Перемилово.
По переписи 2002 года население — 25 человек (13 мужчин, 12 женщин). Всё население — русские.